# Stevan Vujović
Stevan Vujović  [s⁠⁠t⁠⁠ɛʋan ʋ⁠uj⁠ɔ⁠ʋ⁠⁠itɕ] (serbisch-kyrillisch Стеван Вујовић;* 7. April 1990 in Cetinje, SR Montenegro, SFR Jugoslawien) ist ein montenegrinischer Handballspieler.

## Karriere
Stevan Vujović spielte in seiner Jugend beim RK Lovćen Cetinje. 2007 bis 2009 spielte er in Mazedonien bei RK Vardar Skopje. Nach weiteren Stationen in Belgrad, Antequera (Liga ASOBAL), erneut Skopje und Cetinje sowie Sélestat wechselte er 2015 zum deutschen Bundesligisten HSG Wetzlar. Der Vertrag mit dem deutschen Bundesligisten wurde jedoch bereits im Oktober 2015 wieder aufgelöst, woraufhin er sich im November 2015 dem Schweizer Club GC Amicitia Zürich anschloss. Vujović spielte von Anfang 2016 bis zum Saisonende 2015/16 für den mazedonischen Erstligisten RK Metalurg Skopje. Nachdem Vujović anschließend vertragslos war, schloss er sich dem ungarischen Verein Balmazújvárosi KK an. 2017 wechselte Vujović zum rumäschen Erstligisten Dobrogea Sud Constanţa, mit dem er 2018 den rumänischen Pokal gewann. In der Saison 2019/20 lief er für den ukrainischen Verein HK Motor Saporischschja auf. Nachdem Vujović in der darauffolgenden Spielzeit beim katarischen Verein al-Rayyan SC unter Vertrag gestanden hatte, schloss er sich dem rumänischen Erstligisten CS Minaur Baia Mare an. Seit November 2024 steht er beim serbischen Erstligisten RK Partizan Belgrad unter Vertrag.
Vujović ist Spieler der Montenegrinischen Nationalmannschaft.

## Sonstiges
Er ist seit 2018 mit der ehemaligen serbischen Handballspielerin Sanja Vujović verheiratet.